# Dipara gastra
Dipara gastra is een vliesvleugelig insect uit de familie Pteromalidae. De wetenschappelijke naam is voor het eerst geldig gepubliceerd in 2004 door Sureshan & Narendran.